# Francuska mornarica
Francuska mornarica (fra. Marine nationale ' Nacionalna mornarica '), pomorski je ogranak francuskih oružanih snaga i jedan od pet grana vojne službe Francuske. Jedna je od najvećih i najmoćnijih pomorskih sila na svijetu, sedma je po tonaži kombinirane flote i peta po broju mornaričkih brodova. Francuska mornarica jedna je od osam mornaričkih snaga koje trenutačno upravljaju nosačima zrakoplova s vodećim brodom Charles de Gaulle, koji je jedini nosač zrakoplova na nuklearni pogon izvan Mornarice Sjedinjenih Država i jedan od dva neamerička plovila koja koristi katapulte za lansiranje zrakoplova.
Francuska mornarica sastoji se od šest glavnih komponenti: Pomorskih akcijskih snaga, Podmorničkih snaga ( FOST i ESNA), francuskog pomorskog zrakoplovstva, mornaričkih strijelaca (uključujući mornaričke komandose), pomorske vatrene bojne Marseillea i pomorske žandarmerije. Od 2021. francuska mornarica imala je 44.000 osoblja (37.000 vojnih i 7.000 civilnih), više od 180 brodova, 200 zrakoplova i šest komando jedinica. Od 2014. rezervni element brojao je otprilike 48.000.
Kao mornarica plavih voda, Francuska mornarica sposobna je djelovati globalno i provoditi ekspedicijske misije, održavajući značajnu prisutnost u prekomorskim zemljama. Upravlja širokim spektrom borbenih brodova, uključujući razne zrakoplovne pomorske snage, podmornice za napad i balističke rakete, fregate, ophodne čamce i brodove za podršku, s nosačem zrakoplova Charles de Gaulle koji služi kao središnji dio većine ekspedicijskih snaga.
Iako francuska pomorska doktrina zahtijeva dva nosača zrakoplova, Francuzi imaju samo jedan, Charles de Gaulle. Izvorno planirana narudžba za francuski nosač zrakoplova PA2 temeljila se na dizajnu britanskog nosač zrakoplova Queen Elizabeth koji je nedavno izgrađen i porinut za Britansku kraljevsku mornaricu. Međutim, francuski je program nekoliko puta odgođen zbog proračunskih razloga, a rezultat je bio davanje prioriteta projektu FREMM koji se više izvozi. U travnju 2013. potvrđeno je da će projekt drugog nosača zrakoplova biti napušten zbog rezova u obrani najavljenih u francuskoj Bijeloj knjizi o obrani i nacionalnoj sigurnosti iz 2013. godine .
Francuska mornarica upravlja s tri amfibijska jurišna broda i ima deset fregata za protuzračnu i protupodmorničku obranu, pet fregata opće namjene i šest podmornica flote (SSN). Ovo predstavlja glavnu oceansku ratnu snagu francuske mornarice. Osim toga, Francuska mornarica upravlja sa šest lakih fregata za motrenje i, od 2020., sa šest avisoa (izvorno lakih korveta koje su sada reklasificirane kao ophodni brodovi). Oni preuzimaju mornaričke dužnosti ophođenja na moru, štite francuske mornaričke baze i teritorijalne vode, a također mogu pružiti niže sposobnosti pratnje bilo kojoj prekooceanskoj operativnoj grupi. Četiri podmornice s balističkim projektilima (SSBN) Strateških oceanskih snaga mornarice čine okosnicu francuskog nuklearnog odvraćanja.